# Fortune (журнал)
«Форчун» (англ. Fortune, в переводе с англ. — «Богатство»)  — широко известный американский деловой журнал, который издается компанией Time Inc. Основан Генри Льюсом в 1930 году, в составе издательского бизнеса, который включал в себя журналы Time, Life, Fortune и Sports Illustrated и дорос до размеров конгломерата Time Warner.
В свою очередь AOL поглотил в 2000 году Time Warner и стал самым крупным медиаконгломератом.
С июня 2014 года издающая журнал Fortune компания Time Inc. вышла из конгломерата Time Warner, и ее акции стали самостоятельно котироваться на Нью-Йоркской фондовой бирже.
Журнал Fortune особенно известен своими ежегодными рейтингами крупнейших (по размеру выручки) компаний США и мира (Fortune 1000 и др.).
Основными конкурентами Fortune являются деловой журнал Forbes, который выходит 14 раз в году (оригинальная версия на английском языке), и журнал BusinessWeek.

## РейтингиFortune
Fortune регулярно публикует рейтинговые списки по результатам своих исследований. Наиболее известным является рейтинг компаний по валовому доходу и отрасли деятельности:
- Fortune 500
- Fortune 1000
- Fortune Global 500
- Fortune 40 Under 40[4]
- Crypto 40[5]
- Fortune 100 Best Companies To Work For
- Fortune America's Most Admired Companies
- Fortune Global Most Admired Company